# Powiłańce (sielsowiet Dociszki)
Powiłańce (biał. Павіланцы; ros. Повиланцы) – wieś na Białorusi, w obwodzie grodzieńskim, w rejonie werenowskim, w sielsowiecie Dociszki.
W dwudziestoleciu międzywojennym leżały w Polsce, w województwie nowogródzkim, w powiecie lidzkim, w gminie Raduń.